# 서울의 달
《서울의 달》은 1994년 1월 8일부터 1994년 10월 16일까지 방영된 MBC 주말연속극이다.

## 줄거리
중학교를 중퇴한 청년 홍식하고 농고를 졸업한 삶을 그린 드라마

## 등장 인물

### 주요 인물
- 한석규(김홍식) : 33세, 제비족
- 최민식(박춘섭) : 33세, 상경한 시골 노총각
- 채시라(차영숙) : 27세, 여상 졸업, 진우실업 경리과 재직, 홀어머니하고 동생들을 부양

### 주인집 가족
- 이대근(장대변) : 60대, 달동네 주인집
- 나문희(장대변 아내) : 60대
- 윤미라(장옥희) : 40대, 대변 큰딸, 커피 전문점 뭉크 사장, 김순만(명선 아범)하고 이혼
- 백윤식(김인철) : 40대,. 중학교 미술 선생, 이혼남으로 옥희의 재혼 상대자
- 이주희(김명선) : 19세, 옥희 딸

### 영숙네 가족
- 남능미 : 영숙 어머니 역
- 이훈(차인근) : 영숙 첫째 동생
- 이진우(차형근) : 영숙 둘째 동생

### 셋방 사람들
- 김용건(박만석) : 51세, 제비족 춤선생
- 여운계(상국 할머니) : 칠성 어머니
- 박경순(권칠성) : 상국 아버지, 미스 안 남편
- 김해숙(미스 안) : 상국의 어머니
- 김선우(권상국) : 10세, 권칠성 아들

### 주변 인물
- 정승현(송갑조(송가)) : 동네 구멍가게 주인
- 홍진희(홍미선) : 41세, 사기꾼(꽃뱀)
- 정한헌(진우실업 경리과장)
- 이미지(민경란) : 36세, 아들 하나를 둔 재산 많은 이혼녀, 홍식하고 결혼하였다가 결국 또 이혼하는 여자
- 김원희(이호순) : 훗날 춘섭 아내
- 장송미(황희영) : 진우실업 경리사원
- 박남현(구본갑) : 커피전문점 뭉크 종업원

### 박춘섭 관련 인물
- 홍승옥(춘섭 어머니)
- 장연식(박춘옥) : 춘섭 누이동생

### 송갑조 관련 관련 인물
- 김흥수(송찬식) : 송갑조(송가)의 아들
- 박소현(허춘자) : 송갑조(송가)와 좋아하는 사이

### 주인집 영감 장대변 관련 인물
- 한규희(김순만) : 명선 아버지
- 이창환(장대보) : 대변 남동생, 옥희의 삼촌
- 김주영:보람엄마와 잠시 사귄 밴드마스터

### 민경란 관련 인물
- 이경호(박경호) : 경란 남자친구

### 차영숙 관련 인물
- 맹상훈(조용국) : 춘섭이 영숙에게 소개해 준 남자
- 정성모(임승규) : 태옥 남편, 영숙이 카풀하는 사람
- 김미소(안태옥) : 승규 아내, 영숙의 고교동창 친구

### 그 외 인물
- 김영배(천호달) : 만석 밑에서 배우는 초보 제비족
- 김호영(윤대식) : 윤 사장, 제비 사기꾼, 홍식이 모시는 사장
- 송경철(밴드 마스터) : 일수꾼
- 김용숙(미스 주) : 진우실업 경리사원
- 이도련(이 변호사) : 경란과 홍식의 이혼 중재
- 신충식 : 청과상 사장
- 강소우(보람) : 6세, 병원 놀이를 좋아하는 인형 같은 여자 아이
- 김민경 : 36세, 보람 엄마
- 김은수(이경아) : 카페 목마 종업원
- 원종례 : 윤 사장에게 사기당하는 여자 역
- 김진구 : 박 선생이 약수터에서 만나 장 영감한테 소개하는 여자
- 양택조(형사)
- 이계인(가짜 형사)
- 양희경(젓갈가게 사장) : 무허가 춤방 수강생
- 김하균(홍식이가 일부러 접촉 사고낸 자동차 소유주)
- 신국, 안재욱, 홍세은, 이현경, 이민영, 최미향, 윤용현, 양정아, 이시은, 조민기, 장동건, 심은하, 나영진, 차재홍 외

## 편성 변경 및 연장
- 1994년 5월 7일 : 5시부터 MBC 특별기획 《어린이에게 새생명을》 편성으로 인한 결방[1]
- 1994년 5월 8일 : 7시부터 35회 ~ 36회 연속 방영
- 후속작 《여울목》의 제작 지연으로 인해 당초 50부작으로 기획되었으나 26부작 연장되어 76부작으로 종영하였다.

## 수상 경력
- 1994년 MBC 연기대상 대상 채시라
- 1994년 MBC 연기대상 남자 최우수상 한석규
- 1994년 MBC 연기대상 여자 최우수상 윤미라
- 1995년 한국방송작가상 드라마 부문상 김운경

## OST
| #            | 제목                                 | 작사         | 작곡         | 가수         | 재생 시간 |
| ------------ | ------------------------------------ | ------------ | ------------ | ------------ | --------- |
| 1.           | 〈서울의 달 (경음악)〉               |              | 이정철       |              | 3:31      |
| 2.           | 〈서울, 이곳은 (우정의 테마)〉       | 김순곤       | 장철웅       | 장철웅       | 3:57      |
| 3.           | 〈그때는 왜 (사랑의 테마)〉          | 김성란       | 장철웅       | 장철웅       | 3:35      |
| 4.           | 〈반성〉                             | 이남우       | 이남우       | 장철웅       | 3:54      |
| 5.           | 〈서울의 달〉                        | 김순곤       | 이정철       | 장철웅       | 3:31      |
| 6.           | 〈체념 (슬픔의 테마)〉               | 안진우       | 안진우       | 장철웅       | 3:50      |
| 7.           | 〈내가 알고 있는 사랑〉              | 장철웅       | 장철웅       | 장철웅       | 4:09      |
| 8.           | 〈그때는 왜 (사랑의 테마) (경음악)〉 |              | 장철웅       |              | 3:05      |
| 9.           | 〈서울의 달 (Sub-Title)〉            |              |              |              | 0:50      |
| 총 재생 시간 | 총 재생 시간                         | 총 재생 시간 | 총 재생 시간 | 총 재생 시간 | 30:22     |

## 캐스팅
- 당초 김홍식 역에는 유인촌, 박춘섭 역에는 김영철이 출연할 예정이었다.
- 당시 유인촌은 이탈리아에 유학 중인 아내를 만나야 한다는 이유로, 김영철은 출연료 문제 때문에 거절했다. 결국 최민식(박춘섭 역)하고 한석규(김홍식 역)가 대타로 출연하게 되었다.
- 이에 대해 제작진은 <야망의 세월>에서 꾸숑(한국명 최태진) 역을 맡은 최민식의 터프한 이미지가 홍식 역에 맞기 때문이라고 설명했다.
- 이에 김운경 작가는 "맘에 들지도 않는 배우들로 캐스팅 됐는데, 역할까지 엉뚱하게 맡기면 드라마 망가진다"고 항의했으며, 이 때문에 한석규가 김홍식, 최민식이 박춘섭 역으로 변경됐다.[2]

## 참고 사항
- 원래 제목은 <서울의 달빛>이었으나 김승옥의 소설 제목과 겹쳐 변경했다.
- 작가 김운경은 KBS에 기획서를 건넸으나 KBS 측에서 "제비족이 주인공이고 주무대가 캬바레인 드라마는 도저히 할 수 없다"라 밝혀 KBS 편성이 무산됐고 MBC에서 방송하기로 결정되었다. 줄곧 KBS에서만 연속극을 쓴 작가 김운경의 첫 MBC 연속극 집필작이다.
- 서울의 달동네를 배경으로 각자의 삶을 위해 애쓰는 소시민의 모습을 그려, 48.7%의 최고시청률과 평균 40%대의 시청률로 방영내내 1위를 기록하며[3] 큰 인기를 얻었다.
- 춤꾼의 세계를 다루어 건전한 가정 사회 풍토에 악영향을 미친다는 비판이 있었다.[4]
- 여러 차례의 연장 과정에서 원래 계획보다 지나치게 늘어져, 시청자들로부터 "심하다"란 지적과 함께 초반의 재미까지 갉아먹었다는 평을 받았다.[5]
- 도시 서민의 삶과 애환을 밀도감있게 그렸다는 호평을 받아 1995년 3월 30일 열린 제7회 한국방송작가상 드라마 부문의 수상의 영예를 안았다.[6]
- 1998년 1월 개편에서 평일 오전 8시 10분으로 이동한[7] <MBC 드라마 걸작선>의 마지막 작품이 됐다.
- 2002년 1월 8일부터 영어는 "Moon of the Seoul"과 중국어(번체)는 "首爾之月"이라는 제목으로 아리랑 TV를 통해 방영되었다.